# Kontor Records
Kontor Records – niemiecka wytwórnia płytowa z siedzibą w Hamburgu. Założona w 1995 roku. Przedsiębiorstwo specjalizuje się w elektronicznej muzyce tanecznej takiej jak: house, dance oraz trance.

## Artyści współpracujący z Kontor Records
- Klingande
- Alexandra Stan
- DJ Antoine
- ATB
- Blank & Jones
- Vinylshakerz
- Special D.
- Scooter
- Fedde le Grand
- Spiller
- Jan Wayne
- Klubbingman
- DJ Sammy
- Lexy & K-Paul
- R.I.O.
- Pesho & Dave Bo